# 佐賀県道247号肥前神埼停車場平八本松線
佐賀県道247号肥前神埼停車場線平八本松線（さがけんどう247ごう ひぜんかんざきていしゃじょうひらはっぽんまつせん）は、佐賀県神埼市を通る一般県道である。

## 概要
神埼市神埼町田道ヶ里のJR九州長崎本線 神埼駅から佐賀県道21号三瀬神埼線交点に至る。
県道の路線名肥前神埼停車場平八本松は、1945年（昭和20年）から1956年（昭和31年）の駅名。

### 路線データ
- 起点：佐賀県神埼市神埼町田道ヶ里（JR九州長崎本線 神埼駅前、佐賀県道222号肥前神埼停車場線起点）
- 終点：佐賀県神埼市神埼町田道ヶ里（佐賀県道21号三瀬神埼線交点）

## 地理

### 通過する自治体
- 神埼市

### 交差する道路
| 交差する道路                  | 交差する場所   | 交差する場所 |
| ----------------------------- | -------------- | ------------ |
| 佐賀県道222号肥前神埼停車場線 | 神埼町田道ヶ里 | 起点         |
| 佐賀県道21号三瀬神埼線        | 神埼町田道ヶ里 | 終点         |

### 沿線
- JR九州長崎本線 神埼駅